# Kineski Taipei
Kineski Taipei je izraz pod kojom nepriznata Republika Kina, poznatija kao Tajvan, sudjeluje u radu nekih međunarodnih organizacija te se pod takvim imenom pojavljuje na gotovo svim sportskim natjecanjima. Naziv Kineski Taipei smatra se statusno neutralnim te pod tim nazivom Narodna Republika Kina, koja je članica UN-a i koju priznaje najveći broj zemalja svijeta, tolerira prisutnost Tajvana na međunarodnoj sceni.